# St. Georges University
St. Georges University är ett universitet i Grenada. Det ligger i den sydvästra delen av landet, 4 km söder om huvudstaden Saint George's. 